# Čomo Lonzo
Čomo Lonzo (čínsky 珠穆隆索峰) je hora v Himálaji, ležící na území Tibetu. Nachází se čtyři kilometry od osmitisícové hory Makalu a sama dosahuje výšky 7804 m n. m., což z ní dělá čtyřiadvacátou nejvyšší horu světa. Kromě hlavního (jižního) vrcholu má ještě další dva – střední (7565 m n. m.) a severní (kolem 7200 m n. m.). Z pohledu od Nepálu je hora zastíněna mnohem vyšší Makalu. Dominantním útvarem hory je její tříkilometrová severovýchodní stěna. Prvovýstup na horu provedli v roce 30.10.1954 Francouzi Jean Couzy a Lionel Terray. Další výstup proběhl až v roce 1993, kdy vrcholu dosáhla japonská výprava.